# تیزیانو دال‌آنتونیا
تیزیانو دال‌آنتونیا (ایتالیایی: Tiziano Dall'Antonia؛ زادهٔ ۲۶ ژوئیهٔ ۱۹۸۳) دوچرخه‌سوار اهل ایتالیا است.

## باشگاهی
از باشگاه‌هایی که در آن رکاب زده‌است می‌توان به اندرونی جوکاتولی–سیدرمک، باردیانی–سی‌اس‌اف، و لیکویگاس اشاره کرد.